# Шарлатанство
Шарлата́нство (от фр. charlatan и итал. ciarlatano итал. chiarlare говорить с пафосом, напыщенно) — псевдонаучная, псевдомедицинская деятельность, направленная на получение выгоды от вводимых в заблуждение людей. Методы, используемые для такой деятельности, называются шарлатанскими.

## История понятия
Первоначально шарлата́н — бродячий торговец целебными средствами.
Затем слово приобрело негативный оттенок. В настоящее время шарлатанство — вид обмана, в частности:
- использование в своей деятельности невежества и суеверия людей;[7]
- представление себя специалистом в каком-то деле, не будучи таковым;[7]
- намеренное использование в практике псевдонаучных методов;
- опора на отвергнутые наукой методы вследствие отсутствия достаточной компетентности.

## Признаки
Американский врач Пол Оффит выделяет четыре причины, по которым можно судить, что альтернативная медицина «стала шарлатанством»:
1. по рекомендации против общепризнанно действенных методов лечения, которые помогают
2. по продвижению возможно вредного лечения, без соответствующего предупреждения
3. по вычищению банковских счетов пациентов
4. по продвижению магического мышления

1. "...by recommending against conventional therapies that are helpful."
2. "...by promoting potentially harmful therapies without adequate warning."
3. "...by draining patients' bank accounts,..."
4. "...by promoting magical thinking,..."

## Шарлатанство и лженаука
Современное околонаучное шарлатанство стало системным явлением, в значительной мере организованным,
имеющим свои фирмы, центры и даже «академии». Доверчивые, неграмотные или отчаявшиеся люди нередко поддаются рекламе, размещаемой в СМИ, и покупают БАДы, медицинские средства и приборы, неспособные принести никакой пользы, так как должны оказывать те или иные эффекты на основе выдуманных свойств или несуществующих в природе законов и эффектов. Широкое распространение получили наукообразные рассуждения о чудесных магических и целебных свойствах практически всех известных камней и минералов, которым приписываются неизвестные науке свойства, исходя из которых, предлагается приобретать и «правильно применять» их в качестве средств от любых недугов и жизненных проблем.
Как шарлатанство рассматривается теософия. Также можно говорить и об астрологии, дискредитировавшей себя после появления гелиоцентрической системы Коперника и развития научного знания.

## Галерея
Поскольку шарлатанству уже много сотен лет, то это явление нашло своё отражение в живописи:
- Уильям Хогарт, одна из картин цикла Модный брак
- Пьетро Лонги, картина «Шарлатан», 1757 год
- Альберт Анкер «Шарлатан» (1879), Базельский художественный музей